# Andrea Cascella
Andrea Cascella (Pescara, 16 gennaio 1919 – Milano, 27 agosto 1990) è stato uno scultore, pittore e ceramista italiano.

## Biografia
Rappresenta la terza generazione della nota famiglia di artisti dei Cascella, il cui capostipite fu Basilio Cascella. Figlio di Tommaso Cascella, nipote di Michele Cascella, come il fratello Pietro si è affermato come scultore dapprima grazie ad una collaborazione con Domenico Rambelli, anche se all'inizio si dilettava nella pittura, e nelle ceramiche. Tra gli incarichi ricordiamo la direzione dell'Accademia di Brera.
Negli anni della guerra partecipò attivamente alla Resistenza nelle formazioni garibaldine dell'Ossola in qualità di comandante di formazione a fianco del Commissario politico Edoardo Gino Vermicelli.
Frequentò l'Osteria Fratelli Menghi, noto punto di ritrovo per pittori, registi, sceneggiatori, scrittori e poeti tra gli anni '40 e '70, e nel 1949 espose le sue opere alla sua "prima", presso la Galleria dell'Obelisco romana, per poi presenziare alla Biennale, alla Galleria Grosvenor londinese, al museo Guggenheim newyorkese ed a molte "personali" milanesi.
Agli inizi degli anni sessanta risalirono gli altorilievi per la struttura Olivetti di Düsseldorf e il bassorilievo per quella di Buenos Aires. Nel 1967 progetta la chiesa di San Lorenzo a Porto Rotondo (Olbia), avvalendosi della collaborazione di Mario Ceroli, dal 1971.

## Opere

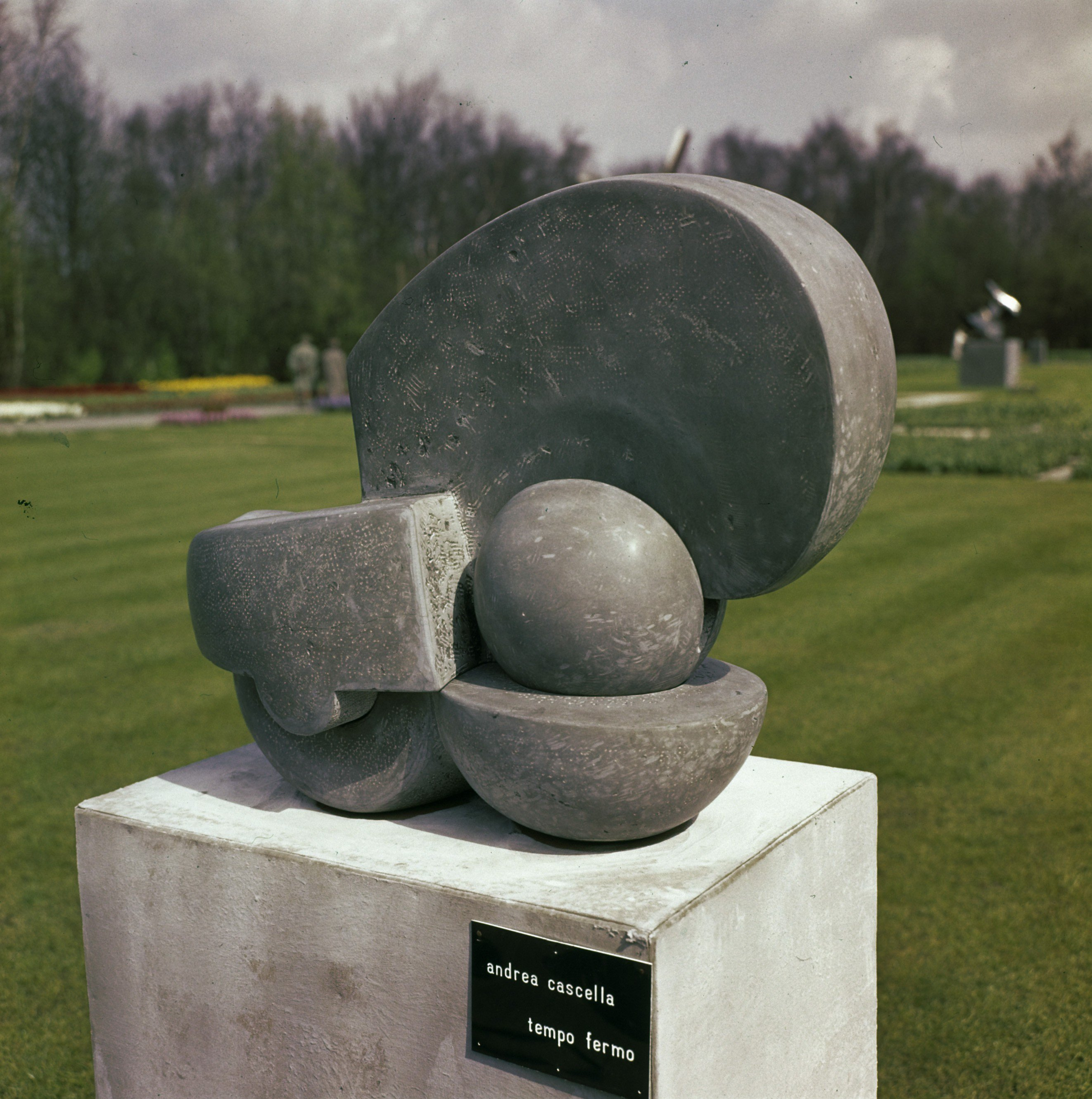
Tempo fermo (1964)

Esponente dell'Astrattismo europeo, tra le sue opere più belle vi è il Monumento ai caduti di Auschwitz, che progettò insieme al fratello Pietro, dopo aver vinto il concorso per il Monumento al Prigioniero Politico Ignoto nel 1958. Alcune sue opere sono conservate nel Museo civico Basilio Cascella di Pescara.

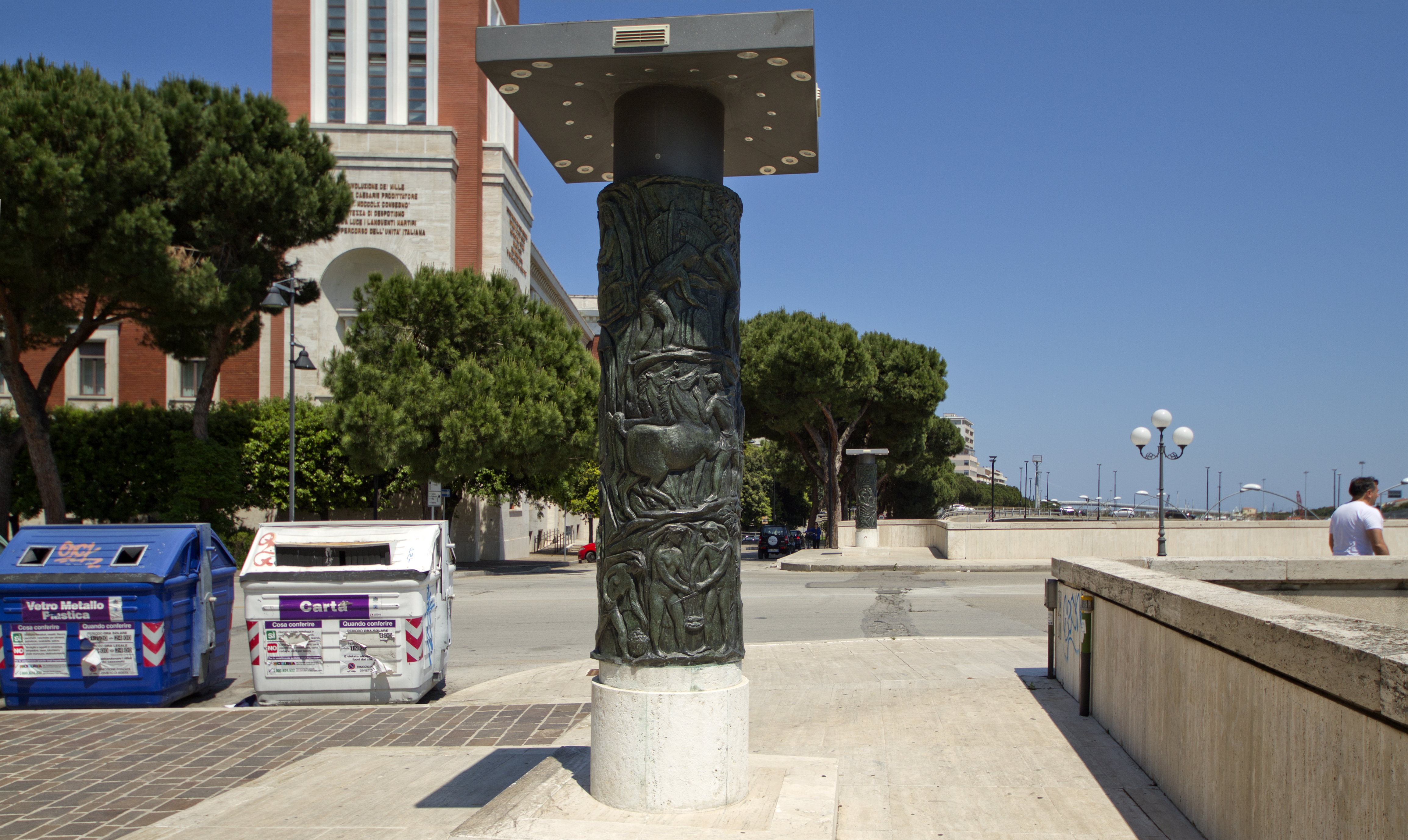
Placca bronzea di una delle quattro testate del Ponte Risorgimento a Pescara, opera di Andrea e Pietro Cascella

A Pescara l'opera più significativa è il gruppo di 4 cippi cilindrici con rivestimento in placche bronzee, del ponte Risorgimento, opera realizzata nel 1946. Il ponte fu costruito sopra il fiume, a collegare piazza Unione con corso Vittorio Emanuele, realizzato nel 1947 sopra il ponte del Littorio, distrutto dai tedeschi nel 1944. Le sculture in rilievo mostrano le allegorie della vita tradizionale abruzzese, la pastorizia, il lavoro nei campi, la pesca. Nella vicina Francavilla al Mare, Andrea e Pietro realizzarono intorno al 1959 delle sculture presso il sagrato della chiesa di San Franco, e il pannello di facciata della Madonna col Bambino. Di un giovane Andrea (1940-1960) anche le pregevoli formelle in pietra della Via Crucis custodite nella cappella laterale destra della stessa chiesa francavillese.
Arredi sacri in ceramica, chiesa di Nardodipace (Vibo  Valentia): (anni cinquanta)
1. Statua della Madonna con bambino, muro esterno della chiesa;[9]
2. Lampadari;
3. Tre Altari, quello maggiore è stato demolito a seguito della riforma liturgica;
4. Via Crucis;[10]
5. Pala dell'Altare;
6. Fonte Battesimale, opera di grande valore artistico con firma dell'artista.

## Mostre
- Varie presenze alla Biennale di Venezia in cui è stato premiato nel 1964, e commissario nel 1972.[1]
- Art Fence - L'arte salva l'arte. 99 opere di artisti di Brera - Rotonda della Besana, Di Baio Editore, a cura di Giuseppe Maria Jonghi Lavarini e Gjlla Giani - 1992